# Шрикшетра
Шрикшетра (бірм. သရေခေတ္တရာ ပြည်, IV-IX ст.) - одна з перших держав на території М'янми. У III столітті до н. е. китайське царство Цінь розгромило держави Ба і Шу, що існували в середній течії Янцзи. Це, а також подальша експансія імперії Хань викликали значну хвилю міграції тибетської-бірманських племен, що досягла річкових долин Центральної М'янми. Племена п'ю заснували в долині Іраваді ряд поселень. Вони навчилися використовувати високий щорічний паводок річки, утримувати воду земляними валами і регулювати її подачу для поливу полів вже після спаду повені. Нова технологія регулювання паводкових вод дала можливість освоєння нових територій під культуру рису, сприяючи переходу до сусідської громади і створенню держави. Іригаційні системи п'ю, згодом використані творцями царства Паган, були відкриті археологами за допомогою аерофотозйомки.
Як встановлено археологогічними знахідками, столичним містом Шрикшетри були по черзі Тарекеттая (в районі сучасного міста П'я), Пейтано, Халінджі. Основною сільськогосподарською культурою в Шрикшетрі був рис, однак поряд з ним, за повідомленнями китайських хронік, вирощувалися просо і соя, бавовник і цукровий очерет («товщиною в людську ногу»), різні овочі.
Міста, за повідомленнями китайських очевидців, були величезного розміру, мали овальну форму, були обнесені подвійним кільцем стін, облицьованих керамічною плиткою, і викладеними цеглою ровами. Всередині міських стін поряд з житловими будинками і храмами перебували рисові поля, сади, городи, водойми. Археологічні дані підтверджують повідомлення китайських джерел про широкий вжиток металів в Шрикшетрі.
Про державний і соціальний устрій Шрикшетри відомо небагато. Китайські джерела повідомляють, що п'ю управляються царями, які носять індійський титул махараджа. Знайдені в Тарекеттаї похоронні кам'яні урни царської династії, що носить тронне ім'я Вікрама, і дешифрування вибитих на них написів (алфавітом п'ю) дозволили визначити причину введення прийнятого досі в М'янмі літочислення, що починається в 638 році: це був рік сходження на престол першого царя династії Вікрама в Шрикшетрі — Сур'явікрама. Китайські джерела описують значну соціальну диференціацію в Шрикшетрі: цар живе у палаці, прикрашеному золотом, сріблом, килимами, виїжджає в паланкіні або на слоні, володіє скарбами і гаремом. На відміну від простолюдинів, невеликі похоронні урни яких зроблені з глини, царів ховають у величезних кам'яних глеках на високих цегляних постаментах.
Незважаючи на широкий релігійний синкретизм, в Шрикшетрі віддавалася перевага буддизму тхеравади, хоча в палаці процвітали як індуїстські, так і махаянистські звичаї. У китайських джерелах вказується, що в Шрикшетрі живуть саме буддисти, що в місті є сто буддійських монастирів, що в монастирських школах навчаються хлопчики (але надалі вони можуть знову повернутися до світського життя), що населення прихильне буддійській забороні на вбивство всього живого.
По північній сухопутній дорозі через Юньнань були встановлені перші зв'язки Китаю і М'янми. Коли в Юньнані виникла держава Наньчжао, його правителі відкрили по цьому шляху караванну торгівлю. Розширюючись, Наньчжао відвоювало у Шрикшетри в 757 і 763 роках верхів'я Іраваді і змусили визнати свій сюзеренітет. Мабуть, в цей час в Шрикшетрі вже не було династії Вікрама, та й столиця була перенесена на північ, у Халінджі на караванному шляху в Наньчжао - ймовірно, через тиск монів з півдня і набігів каренів.
У 802 році в імперію Тан прибуло посольство з Шрикшетри. Зі слів п'ю китайські придворні літописці записали відомості про державу Шрикшетра; музиканти-п'ю, яких було багато в складі посольства, отримали схвалення танського двору. Можливо, що спроби останніх царів Шрикшетри вести самостійну політику і викликали розгром цієї держави: в 832 році війська Наньчжао захопили Халінджі, зрівняли її з землею, а виживиших мешканців погнали в полон. Поступово згадки про п'ю зникли з історичних матеріалів.